# Eesti Kirjanike Kooperatiiv

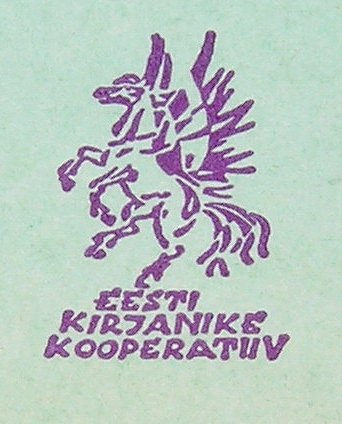
Logo för författarkooperativet Eesti Kirjanike Kooperatiiv.

Eesti Kirjanike Kooperatiiv (EKK) (Estniska författarkooperativet) var ett exilestniskt förlag som existerade från 1950 till 1994 i Lund.

## Grundande
Den 10 december 1950 kallade den estniska exilförfattaren Valev Uibopuu samman några kollegor för att tala om bildandet av ett förlag. Förutom honom var författarna August Gailit och Bernard Kangro närvarande och Enn Vallak (1916–2007) som beskyddare. Två timmar senare föddes det nya förlaget med namnet Eesti Kirjanike Kooperatiiv, EKK. Bakgrunden till detta var missnöjet hos majoriteten av de estniska exilförfattarna med förlaget Orto, grundat 1944 av Andres Laur (1908–1973), som endast betalade lite i kraft av sin monopolställning. Så det hade diskuterats och diskuterats i ungefär ett år. Genombrottet kom då affärsmannen och uppfinnaren Enn Vallak var villig att finansiera projektet. Vallak träffade Gailit och August Mälk i ett svenskt flyktingläger 1944. När Gailit skrev ett brev till sin vän Henrik Visnapuu, som redan bodde i USA, var han glad att Laurs Orto snart skulle möta konkurrens: ”Laur har pengar som hö och det skulle förstöra alla företag. Men när de bättre författarna vänder ryggen på honom är han färdig."
Lund blev kooperativets säte eftersom Kangro redan publicerade sin tidskrift Tulimuld där och han hade goda kontakter med det lokala tryckeriet.

## Utgivna verk
Mellan 1951 och 1993 publicerade EKK totalt 415 böcker, hela tiden i Lund. Det fanns en så kallad "A-serie", där romaner, romansamlingar och memoarer distribuerades på grundval av bokklubbsprincipen, samt en "B-serie" för poesi, böcker för ungdomar, populärvetenskapliga verk eller andra saker. Innehållsmässigt var fokus på estnisk litteratur enligt stadgarna, som följaktligen utgjorde 354 titlar, varav 333 originaltitlar.  Författarna med flest titlar var Bernard Kangro(de) (55), Arvo Mägi(de) (35), Karl Ristikivi (20) och Valev Uibopuu (22). Utanför serierna har en samling översatta dikter av Bernard Kangro publicerats.